# Operazione Bagration
Operazione Bagration (in russo: Oперация Багратион, Operacija Bagration, in tedesco: Operation Bagration) era il nome in codice assegnato dallo Stato maggiore generale sovietico (su suggerimento dello stesso Iosif Stalin) alla grande offensiva sferrata dall'Armata Rossa nell'estate del 1944 in Bielorussia e nella Polonia orientale che avrebbe provocato la completa disfatta delle forze tedesche del gruppo d'armate Centro schierato in quelle regioni: le operazioni militari ebbero inizio il 22 giugno 1944 e terminarono il 1º agosto, anche se duri combattimenti lungo la Vistola e il Niemen si prolungarono ancora sino alla fine del mese.
Combattuta dopo lo sbarco (6 giugno) ma durante la battaglia di Normandia sul fronte occidentale, l'operazione Bagration costituì probabilmente l'offensiva sovietica maggiormente riuscita di tutta la guerra sul fronte orientale, una delle manovre strategiche in profondità con mezzi corazzati più efficaci della seconda guerra mondiale, e in termini di perdite umane e materiali la più pesante sconfitta subita dalla Wehrmacht tedesca durante il conflitto, ancor più grave della stessa battaglia di Stalingrado.

## Situazione strategica sul fronte orientale

### Piani e preparativi sovietici
Dal marzo 1944, mentre era ancora in corso la grande offensiva invernale sovietica nel settore meridionale del fronte orientale che si sarebbe conclusa con la liberazione di tutta l'Ucraina occidentale, Stalin, lo Stavka e lo Stato maggiore generale avevano intrapreso i primi studi e le prime pianificazioni dettagliate riguardo alle future operazioni da organizzare e condurre nella prossima stagione estiva. Il nuovo e ambizioso plan operacij sarebbe stato approvato alla fine di aprile nel massimo segreto, da soli cinque uomini, Stalin, il maresciallo Vasilevskij (capo di Stato maggiore generale), il maresciallo Žukov (vice-comandante supremo), il generale Antonov (vice-capo di Stato maggiore generale) e il generale Štemenko (capo ufficio operazioni) dopo una lunga e complessa analisi e ripetute conferenze al vertice per una valutazione approfondita delle varie opzioni operative.
Il nuovo piano di operazioni, per la campagna d'estate 1944, riteneva impossibile tecnicamente un'unica, gigantesca offensiva decisiva per concludere in un colpo solo la guerra (anche se il maresciallo Žukov in un primo momento aveva proposto un ambizioso attacco dalla Galizia direttamente in Pomerania, fino al mar Baltico), e invece pianificava accuratamente una serie successiva di offensive collegate nel tempo e nello spazio, con inizio in Bielorussia ed estensione progressiva a nord (Paesi baltici) e a sud (Galizia e Balcani) fino a comprendere l'intero fronte orientale. Inoltre era prevista anche un'offensiva contro la Finlandia per sconfiggerla e costringerla ad abbandonare l'alleanza con la Germania.

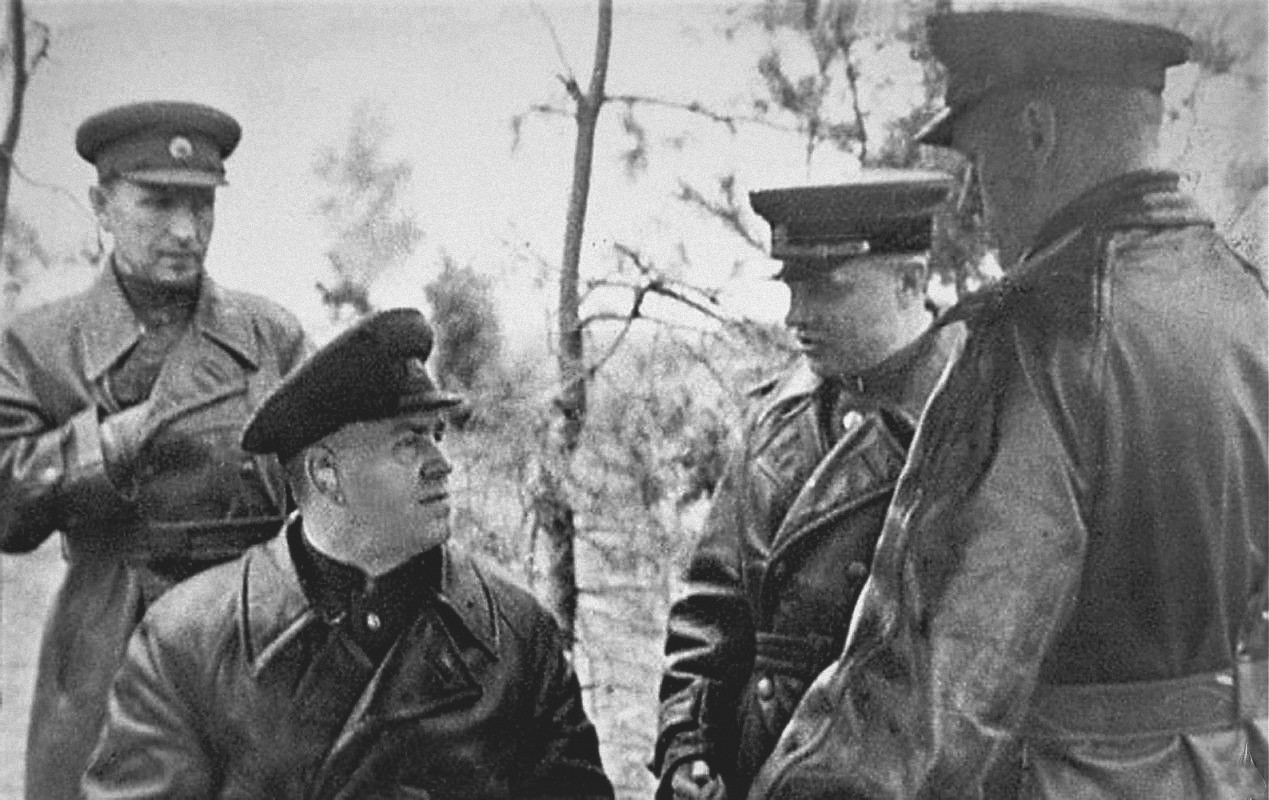
Il maresciallo Georgij Žukov (seduto) al posto di comando del 1º Fronte bielorusso; all'estrema destra di spalla il comandante del Fronte generale Konstantin Rokossovskij

L'obiettivo bielorusso, difeso dal solido gruppo d'armate Centro, che nelle campagne precedenti aveva resistito alle ripetute offensive sovietiche, venne scelto dallo Stavka dopo numerose ispezioni nei vari settori del fronte orientale da parte di esperti comandanti come Vasilevskij, Antonov, Stemenko e Timošenko, in primo luogo in quanto costituiva l'ultimo importante territorio dell'Unione Sovietica ancora occupato dall'invasore, e inoltre perché dal punto di vista operativo si prestava (estendendosi ancora molto verso est mentre i fronti meridionali tedeschi erano arretrati fino ai Carpazi e alla Moldavia), ad essere attaccato con una grande manovra a tenaglia sui fianchi scoperti che avrebbe potuto favorire l'accerchiamento e la distruzione di grandi forze tedesche.
Per ottenere questi risultati, lo Stato maggiore generale riorganizzò le sue forze in Bielorussia, organizzando enormi rafforzamenti di truppe e mezzi, con lo spostamento segreto di numerosi reparti da altri settori del fronte e costituendo tre nuovi "Fronti bielorussi" (il 1º, 2º e 3º, al comando dei generali Rokossovskij, Zacharov e Černjachovskij) e coinvolgendo nell'offensiva sul fianco settentrionale, anche il 1º Fronte baltico (generale Bagramjan).
Entro maggio e la prima settimana di giugno, i marescialli Vasilevskij e Žukov si impegnarono a organizzare e ad accelerare gli spostamenti di truppe e l'afflusso dei materiali e dei rifornimenti necessari; i due marescialli eseguirono i loro compiti con energia ed efficienza, e assunsero anche il controllo diretto delle operazioni. Vasilevskij avrebbe coordinato le operazioni del 1º Fronte baltico e del 3º Fronte bielorusso (sul fianco settentrionale), mentre il maresciallo Žukov avrebbe diretto la manovra del 1º e del 2º Fronte bielorusso.
Un gran numero di nuove formazioni venne quindi trasferito, nel massimo segreto e adottando rigide misure di mascheramento e inganno (Maskirovka nella terminologia dell'Armata Rossa), sui fronti partecipanti all'offensiva bielorussa; in particolare, le unità corazzate e meccanizzate vennero fortemente potenziate per assicurare lo sfondamento delle linee nemiche e la rapida avanzata in profondità. Arrivarono due intere armate corazzate, la 5ª Armata corazzata delle guardie, che venne assegnata al 3º Fronte bielorusso del giovane e capace generale Černjachovskij, e la 2ª Armata corazzata, schierata sul fianco sinistro del 1º Fronte bielorusso del generale Rokossovskij, quattro corpi corazzati, un corpo meccanizzato, due corpi di cavalleria meccanizzata, sei armate di fucilieri e due corpi di artiglieria di sfondamento (il 5º e il 4º). Il maresciallo dell'aria Novikov (comandante in capo delle forze aeree sovietiche) organizzò un potente supporto aereo, inviando undici corpi aerei e cinque divisioni aeree di rinforzo.
Dopo l'arrivo di questi reparti, l'Armata Rossa acquisì quindi una schiacciante superiorità sulle forze nemiche; in totale il 22 giugno erano disponibili quattordici armate di fanteria, un'Armata corazzata, quattro armate aeree, 118 divisioni di fucilieri, sei corpi corazzati, due corpi meccanizzati, quattro corpi di cavalleria meccanizzata, 24000 cannoni e mortai, 4000 carri e cannoni semoventi cingolati, 5300 aerei.
Le divisioni sovietiche non erano molto ricche di effettivi, essendo composte da circa 6000 uomini ciascuna, ma l'artiglieria e l'aviazione (che per la prima volta ottenne una completa superiorità aerea sul campo di battaglia grazie anche al grave indebolimento delle forze da caccia della Luftwaffe dirottate in gran numero in Normandia o nel Reich per difendere le città tedesche contro i bombardieri alleati) erano state potenziate al massimo. L'aviazione, in particolare, disponeva di 2320 caccia, 1744 aerei da attacco al suolo Ilyushin Il-2 Šturmovik, 655 bombardieri medi, 1000 bombardieri pesanti, 431 bombardieri leggeri e 179 ricognitori.
Infine, alcuni corpi corazzati e meccanizzati di punta (in particolare il 1º, 2º e 3º Corpo corazzato delle guardie) erano stati ricompletati e riequipaggiati con i materiali più moderni, tra cui un gran numero degli efficienti carri armati T-34/85; anche le forniture di armi ed equipaggiamenti alleati ebbero un ruolo importante, in particolare, i solidi autocarri Studebaker US6 permisero di incrementare in modo decisivo la mobilità delle truppe e di accelerare le manovre dei corpi meccanizzati, mentre gli stessi carri armati M4 Sherman (di cui era equipaggiato il 3º Corpo meccanizzato delle guardie) vennero utilmente impiegati.
Mentre erano in corso questi complessi trasferimenti di forze, si susseguivano a Mosca le riunioni tra Stalin, i membri dello Stato maggiore generale e alcuni generali sul campo, per definire i dettagli tattici e operativi dell'imminente offensiva. La riunione decisiva, a cui parteciparono, oltre a Stalin e ai membri politici dello Stavka (Molotov, Malenkov, Mikojan), anche Žukov, Vasilevskij, Antonov e Rokossovskij, si svolse il 22 e il 23 maggio. In questa occasione vennero prese le ultime decisioni e venne stabilita per il periodo 15-20 giugno (ad alcuni giorni di distanza dalla famosa data "R" dell'apertura del "Secondo fronte", comunicata fin da aprile dagli Alleati direttamente al generale Antonov) la data di inizio dell'operazione. Sempre in questa riunione si verificò anche un violento scontro tra Stalin e Rokossovskij, che riuscì coraggiosamente a convincere il dittatore ad adottare il suo piano di doppio attacco nel settore di Bobrujsk.
Già il 20 maggio Stalin in persona aveva scelto il nome in codice della grande offensiva bielorussa; sarebbe stato "Bagration", in onore del generale zarista dell'epoca napoleonica Pëtr Ivanovič Bagration, di origine georgiana come lui.

### Le difese tedesche
(Adolf Hitler durante una conferenza con i suoi generali nel 1944.)

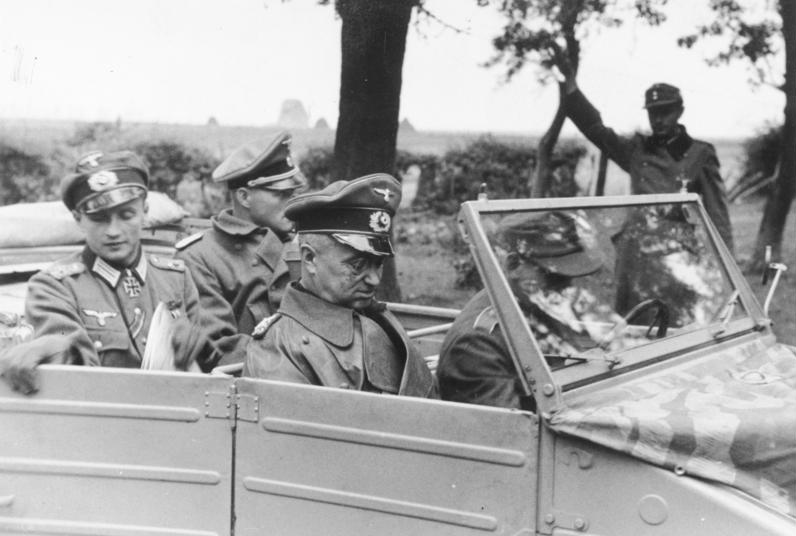
Il feldmaresciallo Model, seduto accanto al lato guida della Kübelwagen, godeva della piena fiducia di Hitler

Il 7 novembre 1943 Adolf Hitler aveva emanato un'importante direttiva, la N. 51, in cui per la prima volta mostrava grande preoccupazione per l'apertura di un secondo fronte a ovest, e considerava imminente l'atteso attacco anglosassone contro la cosiddetta "Fortezza Europa" (Festung Europa), sottolineando l'assoluta necessità di rafforzare con reparti di prima qualità e formazioni corazzate il Vallo Atlantico.
In conseguenza di queste direttive strategiche fondamentali, il Führer dispose la costituzione o il trasferimento da altri fronti di nuove Panzerdivision e di divisioni Waffen-SS per rinforzare il fronte occidentale e arrivò a ipotizzare la possibilità di cedere altro terreno a est per guadagnare tempo e risparmiare forze.
Nei fatti però, Hitler sul fronte orientale continuò a perseguire la strategia della resistenza sul posto e della difesa rigida nella speranza di infliggere perdite debilitanti; nel corso della poderosa offensiva invernale sovietica 1943-44, la Wehrmacht continuò a battersi con tenacia e abilità, ma subendo nuove sconfitte e gravi perdite con la conseguenza che Hitler fu costretto a disattendere le sue stesse direttive e inviare nuovi reparti a est, sottraendoli alle già insufficienti forze a ovest.
Durante la pausa di primavera, Hitler, apparentemente rassicurato dalla nuova miracolosa stabilizzazione del fronte orientale dell'aprile 1944, continuò a manifestare ottimismo, pronosticando un sicuro fallimento dello sbarco all'ovest e un possibile crollo sovietico; in linea con la direttiva N. 51, sette Panzerdivision e grandi quantità dei nuovi carri Panther vennero finalmente inviate a ovest. Anche la maggior parte dei reparti da caccia della Luftwaffe furono concentrati nel territorio del Reich e in Francia in vista del possibile secondo fronte (dove sarebbero stati decimati durante le incessanti battaglie aeree dell'operazione Pointblank), indebolendo l'aviazione a est, principalmente equipaggiata invece con reparti da bombardamento e attacco (per contrastare la superiorità numerica dei carri armati sovietici).
Il 22 giugno 1944, giorno di inizio dell'operazione Bagration, il gruppo d'armate Centro difendeva, al comando del feldmaresciallo Ernst Busch, l'enorme saliente bielorusso, imperniato sulle importanti posizioni di Vitebsk, Orša e Bobrujsk, con quattro armate: 3ª Panzerarmee, 4ª armata, 9ª armata e 2ª armata (schierata a sud delle grandi e quasi impraticabili paludi del Pripjat', e quindi tatticamente separata dalle altre formazioni tedesche). Questo complesso di forze era costituito da 34 divisioni di fanteria; una Panzerdivision (la 20. Panzer-Division, a cui, durante la battaglia, si sarebbero aggiunte altre quattro Panzerdivision: 5ª, 12ª, 4ª e 7ª Panzer-Division); due divisioni campali della Luftwaffe; tre divisioni Panzergrenadier; sette divisioni di sicurezza, con 553 mezzi corazzati e 831 aerei.

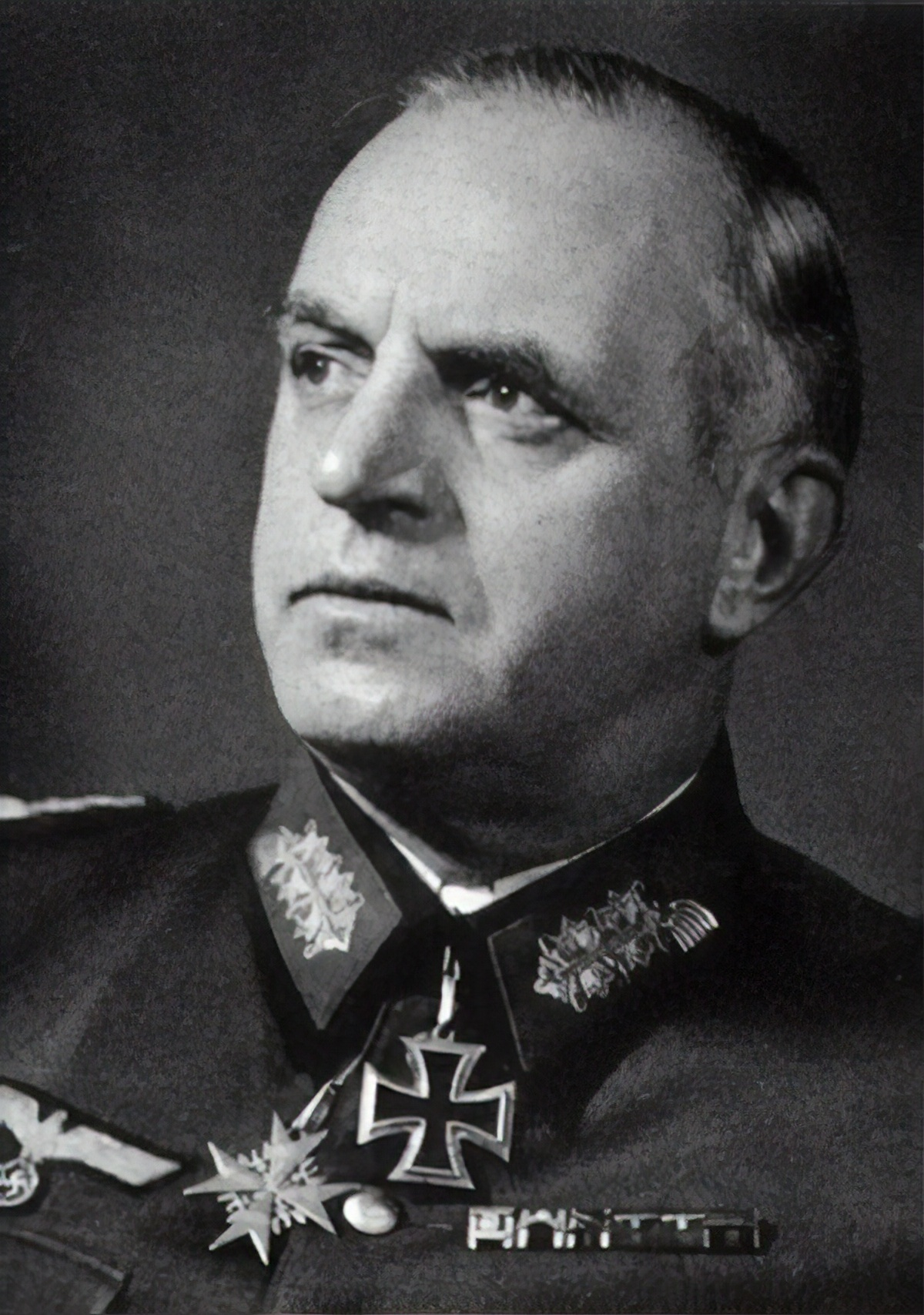
Il feldmaresciallo Ernst Busch, comandante del Gruppo d'armate Centro all'inizio dell'operazione Bagration

Queste formazioni tedesche erano largamente incomplete (e con uno spirito di rassegnato fatalismo) a causa delle gravi perdite subite nella dura guerra difensiva combattuta nel corso dell'ultimo anno sul fronte orientale, e anche all'impiego di una parte delle truppe nelle cosiddette piazzeforti (Wellenbrecher - frangiflutti), la cui costruzione era stata decisa da Adolf Hitler in persona allo scopo (secondo le sue ottimistiche previsioni) di fungere da capisaldi posizionati nei principali centri di comunicazione strategici, in grado di attirare e logorare grandi forze nemiche bloccandone e rallentandone l'avanzata.
Nel gruppo d'armate Centro venne quindi pianificata e in parte organizzata la costituzione di quattro piazzeforti principali: Orša e Mogilëv, sul Dnepr; Vitebsk sulla Dvina occidentale, e Bobrujsk sulla Beresina; ognuna difesa da un'intera divisione di fanteria, tranne Vitebsk di cui era prevista una guarnigione di tre divisioni del LIII corpo d'armata.
Nella realtà, questa decisione del Führer, passivamente accettata dal comandante del gruppo d'armate Centro, feldmaresciallo Busch, si dimostrò un grave errore: le potenti e numerose forze corazzate dell'Armata Rossa aggirarono e circondarono rapidamente queste pretese piazzeforti, senza esserne rallentate nella loro marcia in avanti; mentre la fanteria sovietica distrusse metodicamente le cospicue truppe accerchiate, causando terribili perdite ai tedeschi e aprendo ampi varchi nelle deboli difese della Wehrmacht, privata nella circostanza di libertà operativa e ancorata a un'inefficace difesa lineare, anche per la mancanza iniziale di consistenti riserve mobili corazzate. Il 22 giugno 1944 il gruppo d'armate Centro disponeva infatti solo di una Panzerdivision (la 20. Panzer-Division posizionata alle spalle del settore di Bobrujsk) e di tre divisioni Panzergrenadier, assegnate alla 4ª armata, schierata al centro del gruppo d'armate: in totale circa 550 mezzi corazzati, di cui oltre 450 cannoni d'assalto StuG III. Si trattava solo di una piccola minoranza, rispetto al totale di 4700 carri armati o semoventi disponibili sul tutto il fronte orientale (nello stesso momento all'ovest erano schierati 2300 mezzi corazzati, ma con un numero più elevato di Panther).

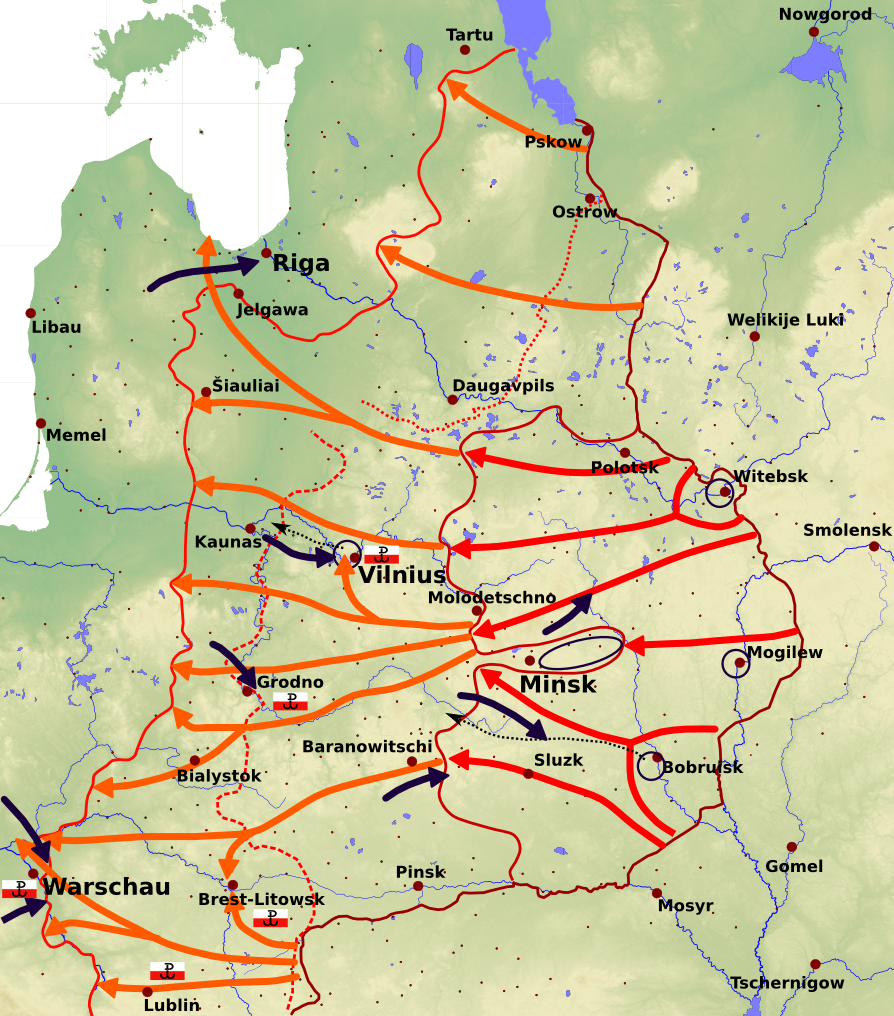
Carta con le direttrici strategiche dell'operazione Bagration

La debolezza delle riserve meccanizzate del gruppo d'armate Centro derivava dall'errata valutazione, da parte del comando tedesco e in parte anche del Fremde Heeres Ost (il servizio informazioni dell'esercito all'est diretto dall'esperto generale Reinhard Gehlen), riguardo alle intenzioni offensive sovietiche; Hitler e molti generali, tra cui Jodl e Heusinger, ipotizzavano infatti un attacco principale nemico nell'area del gruppo d'armate Ucraina Nord del feldmaresciallo Walter Model, con possibile avanzata o verso i Balcani o verso la Polonia, mentre consideravano le minacce contro il settore bielorusso come manovre di inganno sovietiche.
Quindi il gruppo d'armate di Model venne fortemente potenziato con l'afflusso di riserve corazzate da altri settori: lo stesso gruppo d'armate Centro dovette cedere il suo reparto migliore e trasferì quindi a sud il LVI Panzerkorps, costituito dalla 4ª e dalla 5ª Panzer-Division, perdendo in questo modo l'88% dei suoi mezzi corazzati. Il feldmaresciallo Busch accettò queste decisioni del Führer per spirito d'obbedienza verso i comandi superiori, e perché in parte persuaso della solidità del suo fronte difensivo (che negli anni precedenti aveva resistito a numerose fallimentari offensive sovietiche) e della scarsa probabilità di un attacco in forze nemico in Bielorussia.
Inoltre, molti generali tedeschi (e in parte lo stesso Hitler) ritenevano improbabile un'offensiva generale sovietica prima di un eventuale successo decisivo degli Alleati sul fronte di Normandia (dove le forze angloamericane erano sbarcate il 6 giugno); ancora il 20 giugno il feldmaresciallo Keitel, durante una riunione al comando supremo, confermò questa opinione.
Quanto a Hitler, apparentemente manteneva la sua fiducia sull'esito finale della guerra, essendo principalmente concentrato sull'imminente sbarco Alleato all'ovest e sperando ancora illusoriamente in un progressivo dissanguamento sovietico e in un prossimo crollo improvviso dell'Armata Rossa (altrettanto rovinoso di quello del 1917) sotto il peso delle continue perdite inflitte dalla Wehrmacht, durante le logoranti campagne all'est. Quindi rassicurò ripetutamente il feldmaresciallo Busch sull'assenza di pericoli per il suo gruppo d'armate e sul sicuro fallimento di eventuali offensive nemiche.

## L'offensiva in Bielorussia
(Winston Churchill in una lettera indirizzata a Stalin il 1º luglio 1944.)
L'operazione Bagration ebbe inizio il 22 giugno 1944, con alcuni giorni di ritardo rispetto alla pianificazione originale a causa di difficoltà logistiche nei trasporti ferroviari, nei settori del 1º Fronte baltico e del 3º Fronte bielorusso, estendendosi progressivamente nei giorni successivi verso sud, interessando il 2º Fronte Bielorusso (23 giugno) e il 1º Fronte bielorusso (24 giugno), trasformandosi in tre giorni in un'offensiva globale che si sarebbe conclusa dopo tre settimane con una vittoria completa dell'Armata Rossa in quelle stesse regioni bielorusse dove i sovietici avevano subito la prima tragica disfatta all'inizio dell'invasione tedesca.
Tre giorni prima, le notevoli formazioni partigiane presenti in Bielorussia (composte da oltre 140000 uomini, e che negli anni precedenti erano state molto attive), sfruttando le caratteristiche del territorio fittamente boscoso e in parte paludoso, avevano sferrato un attacco generale alle retrovie del gruppo d'armate Centro. Dal 19 giugno, le formazioni partigiane attaccarono le strutture logistiche, i depositi, e soprattutto le vie di comunicazione nemiche, interrompendo i collegamenti ferroviari e stradali tedeschi; vennero effettuate oltre 40000 demolizioni e la "resolvaja voina" (la "guerra dei binari") ebbe pieno successo.
Si trattò, nel complesso, dell'offensiva partigiana più riuscita di tutta la guerra e dell'unica occasione in cui queste forze influirono in modo veramente rilevante sulle operazioni belliche dando un importante contributo alla vittoria dell'Armata Rossa, intralciando le manovre delle forze nemiche schierate in Bielorussia.

### Battaglia di Vitebsk

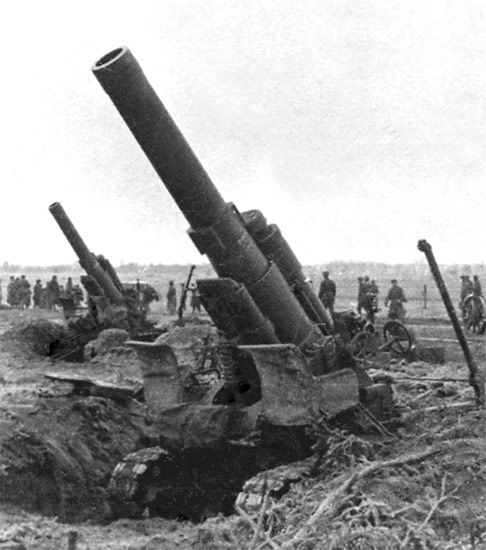
Artiglieria pesante dell'Armata Rossa, obici 203 mm M1931, in azione durante l'operazione Bagration

Il 22 giugno 1944 i generali Bagramjan (comandante del 1º Fronte baltico) e Černjachovskij (alla guida del 3º Fronte bielorusso) attaccarono il fronte della 3ª Panzerarmee (generale Georg-Hans Reinhardt), attestato sulle solide difese di Vitebsk. L'offensiva sovietica ebbe inizio con massicci attacchi aerei (oltre 1000 aerei d'attacco sovietici parteciparono alle incursioni) e con bombardamenti di artiglieria diretti contro i principali capisaldi nemici, e vide in azione con pieno successo le nuove formazioni d'assalto dell'Armata Rossa supportate da mezzi corazzati e artiglieria, destinate a individuare e penetrare i punti deboli delle linee nemiche per favorire l'avanzata del grosso delle fanteria evitando i grandi e sanguinosi attacchi frontali.
Fin dal 23 giugno, nonostante una solida resistenza tedesca, il fronte del IX corpo d'armata tedesco (generale Rolf Wuthmann) fu sfondato dall'attacco della 6ª armata delle guardie (generale Čistjakov) e della 43ª armata (generale Beloborodov), appartenenti al 1º Fronte baltico; vennero quindi impegnati i carri armati del 1º Corpo corazzato (generale Butkov) per progredire in profondità, ma furono le truppe del generale Čistjakov che superarono per prime la Dvina occidentale il 24 giugno, mentre il generale Beloborodov inviava rapidamente una parte delle sue forze verso sud per aggirare e accerchiare le ingenti forze tedesche schierate intorno a Vitebsk. Nei giorni seguenti il 1º Corpo corazzato (equipaggiato con 195 carri armati T-34/85 e 21 cannoni semoventi) attraversò a sua volta la Dvina e si spinse verso Polock, allargando così verso nord il varco aperto nelle difese nemiche.
La situazione della 3ª Panzerarmee divenne rapidamente molto critica; sfondata sul suo fianco sinistro dal 1º Fronte baltico, era stata contemporaneamente attaccata anche sul fianco destro dal 3º Fronte bielorusso del generale Černjachovskij, mentre le sue forze rimaste a Vitebsk (LIII corpo d'armata del generale Friedrich Gollwitzer, con quattro divisioni) rischiavano di essere isolate e distrutte.
Anche l'offensiva del 3º Fronte bielorusso aveva avuto successo; la 39ª armata (generale Ivan Ljudnikov) e la 5ª armata (generale Krylov), in netta superiorità numerica e materiale, schiacciarono le difese del VI corpo d'armata tedesco (generale Georg Pfeiffer) e conquistarono sin dal 25 giugno Boguševsk, importante centro sulla strada maestra Mosca-Minsk, via di comunicazioni fondamentale per l'irruzione delle forze meccanizzate del fronte. Il generale Černjachovskij portò quindi rapidamente avanti il gruppo meccanizzato "Oslikovskij" (costituito dal 3º Corpo meccanizzato delle guardie e dal 3º Corpo di cavalleria delle guardie) per impegnarlo "sull'asse di Boguševsk", mentre la 39ª armata piegava verso nord-ovest per aggirare anche da sud le difese di Vitebsk e cercare di collegarsi con la 43ª armata del 1º Fronte baltico.
Coordinata personalmente dal maresciallo Aleksandr Vasilevskij, la manovra dei due fronti per isolare le forze nemiche a Vitebsk si concluse vittoriosamente già il pomeriggio del 25 giugno, con il collegamento tra il 5º corpo di fucilieri delle guardie (39ª armata) e il 60º corpo di fucilieri (43ª armata); le quattro divisioni del LIII Corpo d'armata tedesco erano completamente accerchiate.

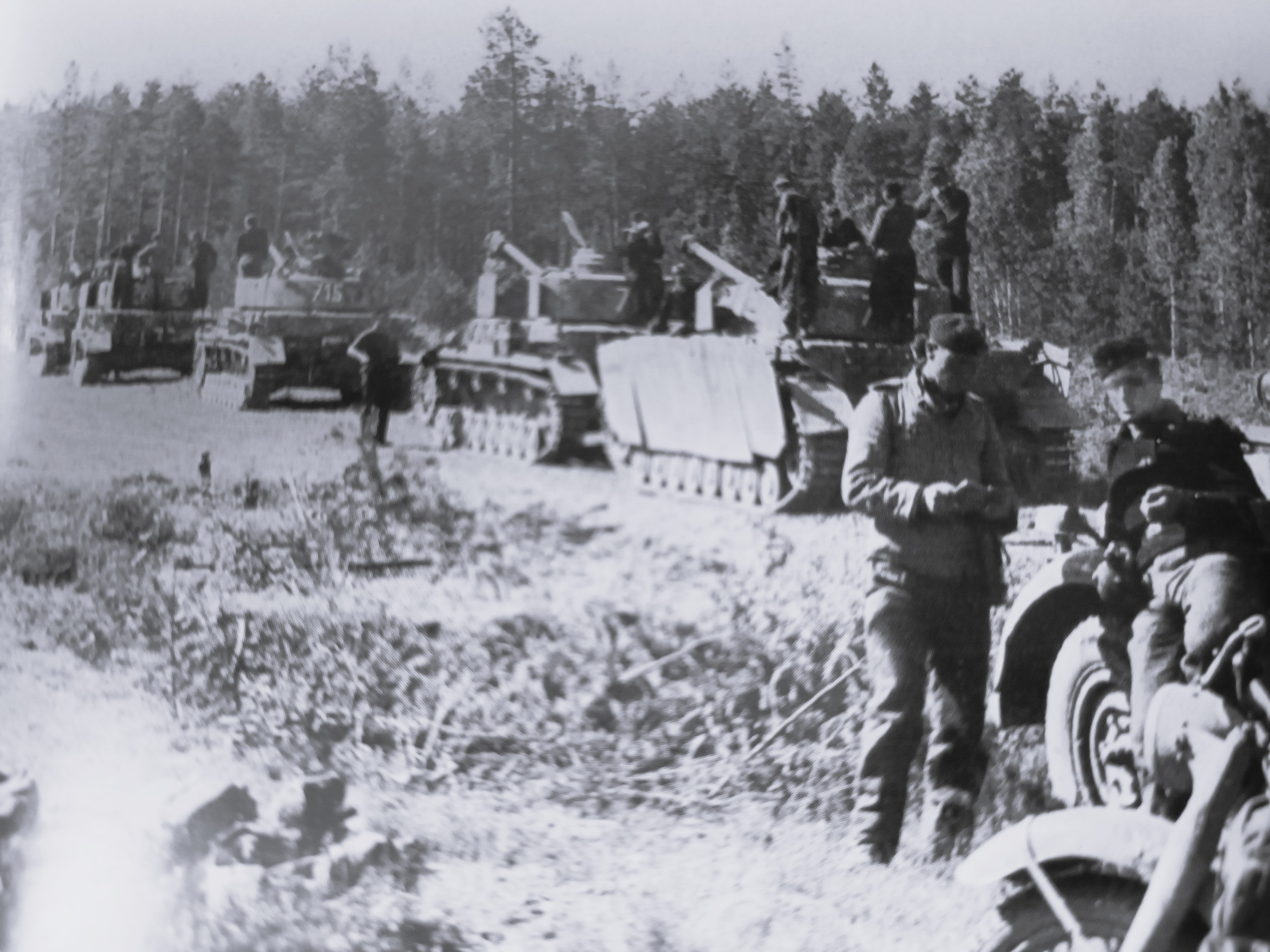
Reparto di Panzer IV della 5. Panzer-Division, durante l'operazione Bagration.

Dopo violente discussioni tra il generale Reinhardt e Hitler, deciso inizialmente a prolungare la difesa di Vitebsk e a sacrificare l'intero LIII corpo d'armata, le truppe tedesche ebbero infine la tardiva autorizzazione a sganciarsi verso ovest, lasciando tuttavia di guarnigione nella piazzaforte la 206ª divisione fanteria (generale Hitter). Il disperato tentativo di ritirata si trasformò in disastro; attaccato allo scoperto da tutte le direzioni il LIII corpo d'armata venne completamente distrutto, il generale Gollwitzer fu catturato e la 206ª divisione sbaragliata all'interno della fortezza. La battaglia nell'area di Vitebsk ebbe termine il 27 giugno; l'Armata rossa rivendicò 20000 morti e feriti nemici e 10000 prigionieri; gli scampati sarebbero stati solo 200.

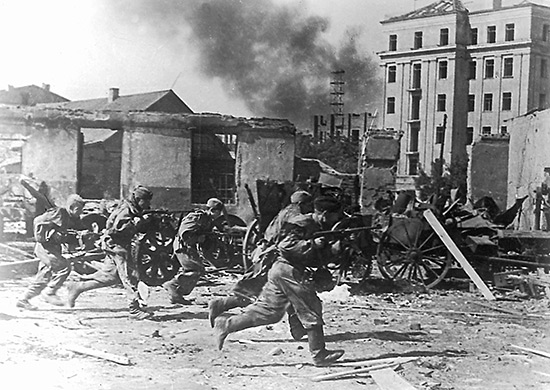
Uomini della 49ª Armata sovietica entrano a Mogilëv durante l'offensiva

Durante la sanguinosa battaglia di Vitebsk, l'offensiva sovietica si era progressivamente estesa verso sud, coinvolgendo anche le armate dell'ala sinistra del 3º Fronte bielorusso del generale Černjachovskij (31ª armata e 11ª Armata delle guardie), che attaccarono direttamente la piazzaforte di Orša, e anche l'intero 2º Fronte bielorusso del generale Zacharov, che passò all'offensiva il 23 giugno contro la 4ª armata tedesca (generale Kurt von Tippelskirch), schierata a est del Dnepr.
Orša, difesa dalle efficienti divisioni del XXVII corpo d'armata tedesco (formazione dell'ala sinistra della 4ª armata), oppose una dura resistenza, e l'attacco sovietico, non supportato da sufficiente appoggio di artiglieria, venne bloccato per le prime 24 ore; a causa di questo fallimento iniziale le riserve corazzate (5ª Armata corazzata delle guardie del generale Pavel Rotmistrov) di cui era previsto l'impiego in questo settore come forza di sfondamento vennero dirottate, su indicazione del maresciallo Vasilevskij, più a nord nel settore della 5ª Armata sovietica, dove già stava avanzando il gruppo meccanizzato "Oslikovskij". Nell'area della 4ª Armata tedesca a est del Dnepr, il 2º Fronte bielorusso non ottenne risultati decisivi, ma il generale von Tippelskirch prudentemente iniziò subito a organizzare un ripiegamento manovrato per ritirare le sue forze dalle loro posizioni pericolosamente esposte.
Hitler e l'OKH (l'alto comando dell'esercito), oltre a ordinare la resistenza sul posto (disposizione confermata il 24 giugno durante un incontro tra Busch e il generale Zeitzler a Minsk, quartier generale del gruppo d'armate Centro), avevano finalmente iniziato a inviare al feldmaresciallo Busch i primi rinforzi frettolosamente prelevati dai gruppi d'armate Ucraina Nord (5. Panzer-Division) e Nord (12. Panzer-Division), ma troppo tardi. La situazione era ormai compromessa e le formazioni corazzate sovietiche già dilagavano in profondità, sfruttando i varchi aperti dalle armate di fanteria. I panzer si sarebbero sacrificati, nei giorni seguenti, nell'impossibile compito di salvare la gran quantità di truppe tedesche che, dopo il crollo dei bastioni di Vitebsk e di Bobrujsk (a sud), rischiavano di rimanere accerchiate a est di Minsk.

### Avanzata su Minsk

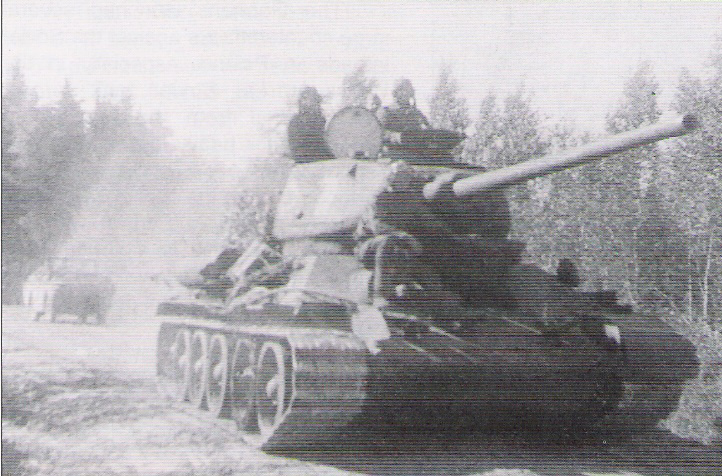
Carri armati T-34/85 del 3º Corpo corazzato delle guardie durante la difficile avanzata nelle foreste bielorusse

Infatti, mentre si combatteva la battaglia di Vitebsk, le numerose forze corazzate del 3º Fronte bielorusso del generale Černjachovskij, la 5ª Armata corazzata delle guardie (costituita dal 3º Corpo corazzato delle guardie "Kotel'nikovskij" e dal 29º Corpo corazzato, con 524 carri armati e cannoni semoventi), il gruppo di cavalleria meccanizzata "Oslikovskij", e il 2º Corpo corazzato delle guardie "Tacinskij", erano avanzate in profondità in direzione di Barysaŭ (sulla Beresina) e poi di Minsk, sfruttando i grandi varchi aperti nelle difese tedesche dalle armate di fanteria sovietiche.
Dopo alcune incertezze, a causa del fallimento degli attacchi della 11ª armata delle guardie sull'asse di Orša, il maresciallo Vasilevskij e il generale Černjachovskij avevano deciso di impegnare le ingenti forze corazzate di riserva del 3º Fronte bielorusso sul cosiddetto "asse di Boguševsk", sfruttando il varco aperto nelle linee tedesche dalla fanteria della 5ª armata (generale Krylov) e dalla penetrazione iniziale del gruppo di cavalleria meccanizzata "Oslikovskij". Il 25 giugno il maresciallo dei carri Pavel Rotmistrov effettuò quindi il raggruppamento della sua 5ª Armata corazzata delle guardie (rafforzata con il 3º Corpo meccanizzato delle guardie del generale Obuchov, schierato sul fianco destro) e diede inizio alla marcia in profondità dei suoi corpi meccanizzati, verso la Beresina.

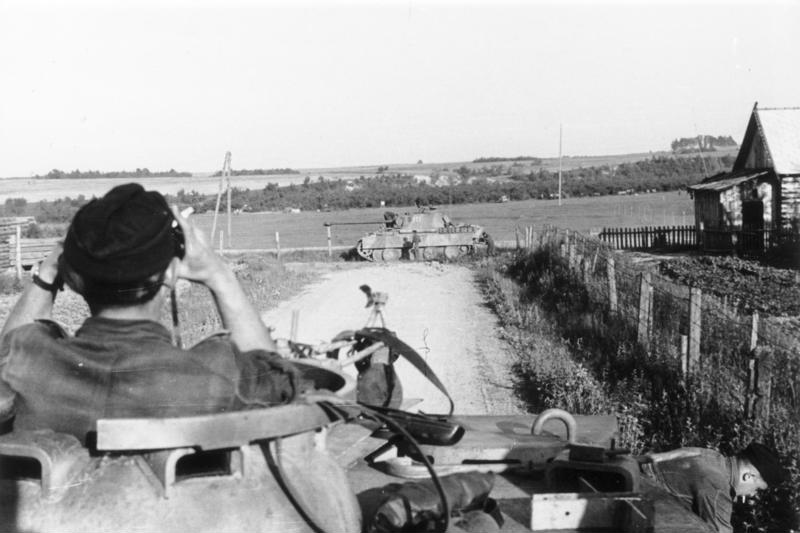
I Panther della 5. Panzer-Division tentarono inutilmente di fermare la valanga sovietica

L'avanzata dei carri armati sovietici lungo l'agevole strada maestra Mosca-Minsk divenne subito incontrollabile, malgrado i coraggiosi sforzi della 5. Panzer-Division guidata dal generale Karl Decker (equipaggiata con 125 carri armati, 70 Panther e 55 Panzer IV) e delle poche decine di Tiger del battaglione corazzato pesante 505 (Schwere Panzerabteilung 505) appena arrivati dal gruppo d'armate Ucraina Nord per impedire il crollo completo del fronte tedesco.
Oltre alle forze del maresciallo Rotmistrov, rafforzate da una parte del gruppo di cavalleria meccanizzata "Oslikovskij", dal 26 giugno avanzarono in profondità nelle difese tedesche anche le unità corazzate del 2º Corpo corazzato delle guardie, inizialmente assegnato alla 11ª armata delle guardie (generale Galickij), che aggirarono da nord Orša e proseguirono rapidamente verso ovest in direzione della Beresina.

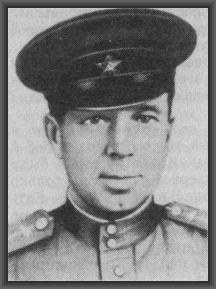
Il tenente Pavel Nikolaevič Rak, comandante del primo carro armato ad entrare a Borisov.

Nei giorni successivi si verificarono grossi scontri di carri, soprattutto lungo le vie di accesso settentrionali alla linea della Beresina e alla capitale bielorussa. Il 28 giugno, a Krupki, i due corpi corazzati della 5ª Armata corazzata delle guardie riuscirono, dopo violenti combattimenti, a superare la resistenza delle avanguardie della 5. Panzer-Division; il 30 giugno la Beresina venne superata per primo a Borisov, dopo aspra lotta nella quale si distinse il tenente Pavel Nikolaevič Rak che combatté isolato dentro la città con il suo carro armato, dal 3º Corpo corazzato delle guardie (generale Vovčenko); infine nei boschi a nord di Minsk (1º e 2 luglio) i panzer tedeschi della 5. Panzer-Division (raggruppati tatticamente nel Kampfgruppe von Saucken) inflissero invece pesanti perdite ai corpi corazzati del maresciallo Rotmistrov, comandante della 5ª Armata corazzata delle guardie, riuscendo a rallentarne l'avanzata.
Mentre la 5. Panzer-Division cercava disperatamente di fermare i carri armati sovietici a nord di Minsk per permettere il ripiegamento delle truppe tedesche rimaste isolate a est della Beresina, il 2º Corpo corazzato delle guardie (dotato di 232 carri T-34/85 e cannoni semoventi) al comando del generale Burdeinyj, poté superare agevolmente la Beresina più a sud (a Murovo) il 1º luglio, e due giorni dopo penetrare quasi indisturbato in Minsk da est e da sud-est senza grande difficoltà, congiungendosi dentro la città con i mezzi corazzati del generale Rokossovskij (1º Fronte bielorusso) provenienti da sud, chiudendo definitivamente la trappola intorno ai resti della 3ª Panzerarmee e il grosso della 4ª armata in ripiegamento. I primi carri armati, appartenenti al 2º Corpo corazzato delle guardie, a entrare nella capitale bielorussa furono quelli del colonnello Oleg Aleksandrovič Losik, comandante della 4ª brigata corazzata delle guardie, che arrivarono nel centro cittadino, dopo aver superato la resistenza di alcune retroguardie della 5. Panzer-Division, già nella mattinata del 3 luglio.

### Battaglia di Bobrujsk e liberazione di Minsk

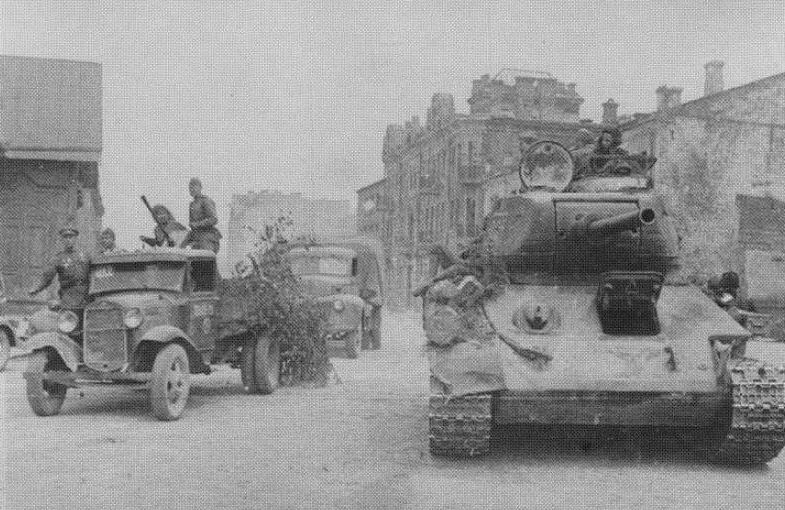
Unità motorizzate dell'Armata Rossa e un carro armato T-34/85 del 2º Corpo corazzato delle guardie entrano a Minsk durante l'operazione Bagration

Nel settore meridionale della Bielorussia l'andamento delle operazioni aveva avuto un'evoluzione ancor più disastrosa per i tedeschi. Il 24 giugno, il generale Rokossovskij era passato all'offensiva impiegando le armate dell'ala destra del suo potente 1º Fronte bielorusso contro la 9ª armata tedesca (generale Hans Jordan), schierata con tre corpi d'armata (LV, XXXV e XXXXI Panzerkorps) in precarie posizioni intorno alla testa di ponte sulla Beresina a Bobrujsk.
Il terreno su cui si svolgeva l'attacco del generale Rokossovskij era in teoria particolarmente inadatto a una grande offensiva meccanizzata, essendo solcato da numerosi grandi fiumi affluenti del Dnepr (Olsa, Ola, Drut', Babrujka, Beresina), che trasformavano la pianura in un'area paludosa e insalubre, scarsamente transitabile. Il generale Rokossovskij con l'energica supervisione dell'esigente maresciallo Žukov (coordinatore dello Stavka dei due fronti bielorussi meridionali), definì un'organizzazione logistica adeguata: grandi quantità di tronchi d'albero, fascine e tavolame vennero assegnate ai genieri e alle stesse truppe combattenti per costruire piste percorribili sulle aree melmose anche da parte delle truppe mobili sovietiche. L'espediente logistico avrebbe avuto un sorprendente successo.
Il generale Rokossovskij poté quindi mettere in pratica il suo piano tattico di doppio attacco contemporaneo sulle due rive della Beresina contro le forze della 9ª armata, che aveva suscitato durante le riunioni allo Stavka aspri contrasti con Stalin e alcuni suoi stretti collaboratori. L'offensiva ebbe inizio con un pesante sbarramento d'artiglieria e soprattutto con l'intervento in forze degli aerei della 16ª armata aerea sovietica (generale Rudenko) che conquistarono facilmente la superiorità aerea ed eseguirono oltre 3000 sortite in un solo giorno.
Le due masse offensive sovietiche passarono quindi all'offensiva ma con risultati inizialmente molto diversi; mentre il gruppo settentrionale (3ª e 48ª armata dei generali Gorbatov e Romanenko, supportate dal 9º Corpo corazzato), fece pochi progressi nel terreno acquitrinoso (suscitando l'ira del maresciallo Žukov) difeso dal XXXV corpo d'armata tedesco, le truppe del raggruppamento meridionale (28ª e 65ª armata dei generali Luchinskij e Batov) sfondarono il fronte del XXXXI Panzerkorps, e già alle ore 14:00 le forze corazzate di sfondamento, costituite dal 1º Corpo corazzato delle guardie "Donskij" del generale Panov (con 195 T-34/85 e 42 cannoni semoventi), poterono entrare in azione e avanzare subito in profondità in direzione di Osipoviči. Inoltre, nel settore della 28ª armata anche il gruppo di cavalleria meccanizzata "Pliev" (1º Corpo meccanizzato e 4º Corpo di cavalleria delle guardie) iniziò a muovere in avanti verso Sluck.

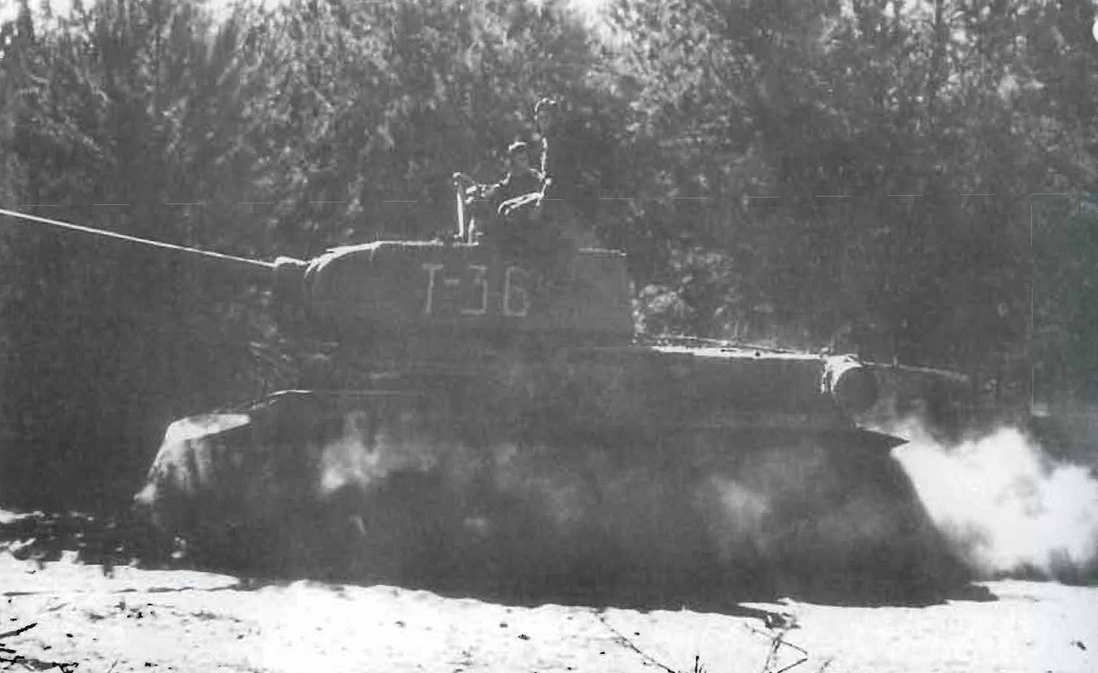
Un carro armato T-34/85 del 1º Corpo corazzato delle guardie durante l'operazione Bagration

L'unica riserva meccanizzata tedesca disponibile, la debole 20. Panzer-Division (entrata in azione con soli 71 Panzer IV), venne impiegata per errore nel settore settentrionale e solo tardivamente venne dirottata a sud per intervenire contro le pericolose forze sovietiche che avevano sfondato il fronte del XXXXI Panzerkorps. Di conseguenza, il 25 giugno, il contrattacco tardivo della 20. Panzer-Division venne respinto, e la situazione tedesca si aggravò anche a nord dove la 3ª armata aggirò Žlobin e avanzò in profondità per accerchiare da nord-est Bobrujsk. Il 26 giugno le forze corazzate del 1º Corpo corazzato delle guardie e la fanteria della 65ª armata, provenienti da sud-ovest, si congiunsero con la 3ª armata e il 9º Corpo corazzato, accerchiando a Bobrujsk cinque divisioni del XXXV corpo e del XXXXI Panzerkorps, mentre un nuovo tentativo di contrattacco della 20. Panzer-Division si concluse con un fallimento.

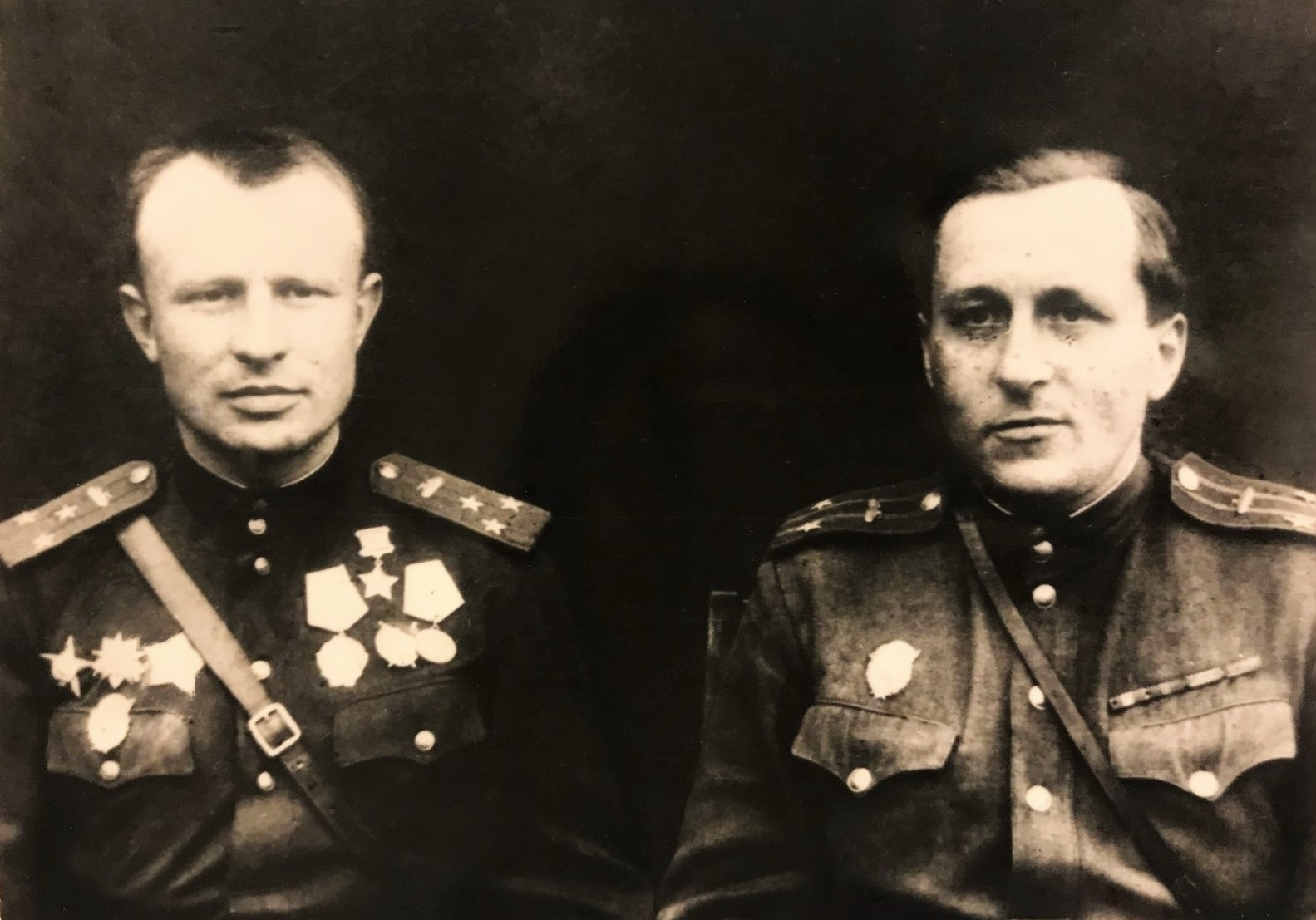
Da sinistra il colonnello Oleg Aleksandrovič Losik, comandante della 4ª Brigata corazzata delle guardie che entrò per prima a Minsk, e il tenente colonnello Kryžanovskij, vice-comandante della stessa brigata.

Le truppe tedesche accerchiate a Bobrujsk resistettero per altri tre giorni contro gli attacchi delle forze della 3ª, 48ª e 65ª armata; disperati tentativi di sortita fallirono e alcuni violenti bombardamenti aerei inflissero sanguinose perdite; infine la 48ª armata sbaragliò le ultime resistenze il 28 giugno. I tedeschi ebbero circa 18000 morti e feriti e 16000 prigionieri; solo poche migliaia di soldati tedeschi riuscirono a sfuggire, guidati dai reparti superstiti della 20. Panzer-Division. La 9ª armata era ormai distrutta, fin dal 27 giugno Hitler aveva sostituito, al comando dei resti dell'armata, il generale Jordan con il generale Nikolaus von Vormann.
Durante il rastrellamento della sacca di Bobrujsk, le potenti forze corazzate del generale Rokossovskij avevano progredito rapidamente in due direzioni principali: il 1º Corpo corazzato delle guardie e il 9º Corpo corazzato verso nord-ovest, puntando direttamente prima su Osipoviči (liberata il 29 giugno) e poi su Minsk; e il gruppo di cavalleria meccanizzata del generale Pliev (1º Corpo meccanizzato e 4º Corpo di cavalleria delle guardie) subito verso ovest, con obiettivo Sluck (raggiunta il 30 giugno) e Baranoviči, importante nodo di comunicazioni. La progressione del 1º Corpo corazzato delle guardie fu rapida, scarsamente contrastata dai resti della 20. Panzer-Division e della 12. Panzer-Division (equipaggiata solo con 44 Panzer III e Panzer IV), appena arrivata dal gruppo d'armate Nord, e proseguì su Minsk attraverso il terreno boscoso e paludoso (favorita anche dalla collaborazione delle forze partigiane presenti nella regione). Nel primo pomeriggio del 3 luglio 1944 i carri del 1º Corpo corazzato delle guardie si congiunsero dentro Minsk con quelli del 2º Corpo corazzato delle guardie e, più tardi nella giornata, anche con i mezzi corazzati della 5ª Armata corazzata delle guardie (3º Corpo corazzato delle guardie), che avevano dovuto affrontare una maggiore resistenza contro i panzer della 5. Panzer-Division. Minsk era liberata e oltre 100000 tedeschi erano ora in trappola nelle foreste a est della capitale bielorussa.

### Crollo del fronte tedesco
Fin dal 26 giugno il comandante della 4ª armata tedesca, generale von Tippelskirch, di fronte ai disastrosi sviluppi sui due fianchi della sua formazione (crollo della 3ª Panzerarmee a Vitebsk e della 9ª armata a Bobrujsk) aveva deciso autonomamente, senza attendere un'autorizzazione formale del feldmaresciallo Busch, di far ripiegare le sue truppe, ancora pericolosamente schierate a est del Dnepr. Dopo aver lasciato, secondo gli ordini di Hitler, la 6ª divisione fanteria a Mogilëv e la 12ª Divisione a Orša, dove sarebbero state ben presto accerchiate e distrutte dalle formazioni in avanzata del 2º Fronte bielorusso del generale Zacharov, aveva quindi ripiegato con il grosso della sua armata, oltre 100000 uomini, a ovest del Dnepr, continuando poi la ritirata attraverso il territorio paludoso della regione per cercare scampo oltre la Beresina.

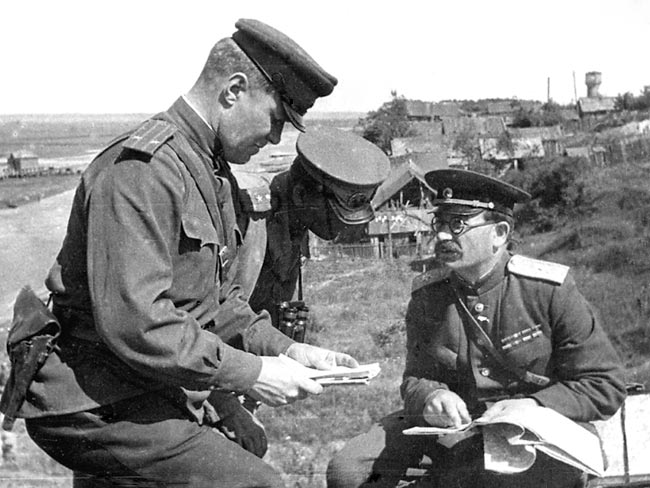
Il maresciallo dei carri Pavel Rotmistrov, a destra, discute la situazione sul campo con i suoi ufficiali della 5ª Armata corazzata delle guardie

Questa estenuante ritirata dei tre corpi d'armata superstiti della 4ª armata (XII e XXVII corpo d'armata e XXXIX Panzerkorps, con circa dieci divisioni, tra cui la 25. Panzergrenadier-Division e la Panzergrenadier-Division Feldherrnhalle), a cui si erano congiunte altre colonne tedesche sbandate del VI corpo d'armata, appartenente alla 3ª Panzerarmee, si svolgeva contemporaneamente alle grandi avanzate delle forze corazzate sovietiche e ai violenti scontri di carri armati a nord-est e a sud-est di Minsk. A Berazino, ultimo punto di passaggio sulla Beresina ancora in possesso dei tedeschi, l'aviazione sovietica inflisse gravi perdite alle colonne in ritirata tedesche, ma il 3 luglio il generale von Tippelskirch riuscì ugualmente ad attraversare il fiume e a continuare la sua marcia verso ovest. Ma la disfatta era ormai inevitabile: in quello stesso giorno le forze corazzate sovietiche si erano ricongiunte a Minsk, sbarrando definitivamente la strada ai soldati della 4ª armata.

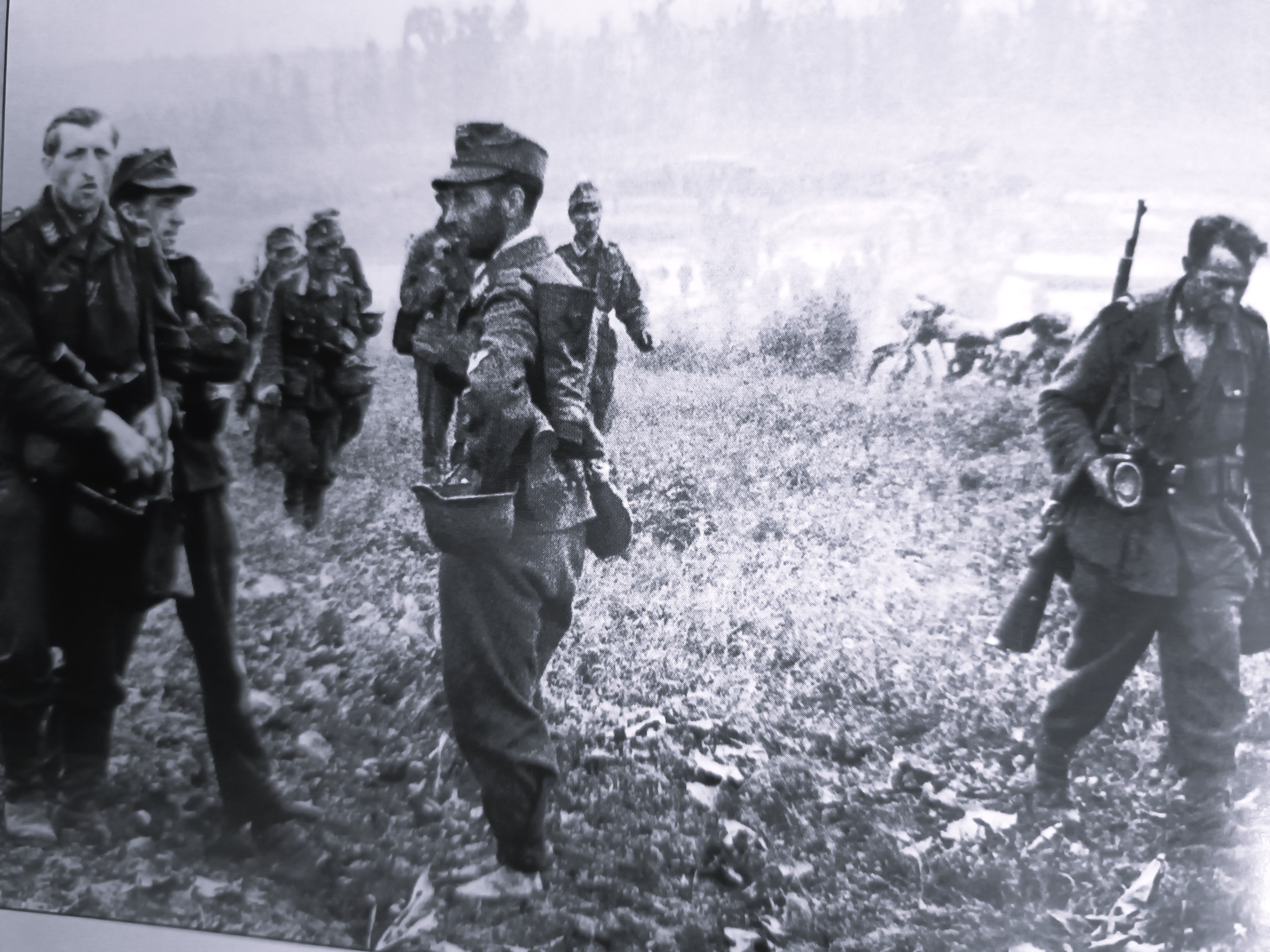
Soldati tedeschi in rotta durante l'operazione Bagration

La 4ª armata, che aveva continuato a ripiegare attraverso le impervie foreste a ovest della Beresina ed era stata sottoposta a continui attacchi di partigiani e dei reparti sovietici che la circondavano, era quindi completamente accerchiata. I tentativi della Luftwaffe di organizzare un aerorifornimento fallirono rapidamente, e le truppe tedesche della 4ª armata, non essendo in grado di organizzare una difesa compatta, vennero metodicamente frantumate dalle truppe sovietiche del 2º Fronte bielorusso, e poi progressivamente distrutte entro l'8 luglio. I tre corpi d'armata tedeschi rimasti nella sacca furono completamente sbaragliati, i generali comandanti Vincenz Müller, Paul Völckers e Robert Martinek vennero catturati insieme a oltre 60000 soldati, i morti e i feriti furono oltre 40000, mentre piccoli e sparuti gruppi di sbandati (i cosiddetti "Ruckkämpfer", "combattenti di ritorno") riuscirono a fuggire e rientrare nelle linee tedesche.
L'8 luglio, giorno della fine della resistenza delle forze tedesche accerchiate a est di Minsk, un comunicato sovietico annunciò che i tedeschi avevano patito 200000 morti e 85000 prigionieri in sedici giorni. Fonti tedesche hanno calcolato che il gruppo d'armate Centro perse tra 350000 e 400000 uomini, fra morti, feriti e prigionieri; nelle battaglie di accerchiamento di Vitebsk, Bobrujsk, Orša, Mogilëv e nella grande sacca a est di Minsk vennero distrutti almeno sei corpi d'armata e 25 divisioni tedesche e furono catturati 22 generali. Il disastro della Bielorussia era stato dunque più grave di quello di Stalingrado (considerando anche il tempo molto più breve in cui si verificò, meno di un mese contro i quasi quattro mesi di battaglia sul Volga), tanto più che quando il feldmaresciallo Friedrich Paulus si arrese il secondo fronte era solo una lontana minaccia per il Terzo Reich.
Di fronte alla catastrofe bielorussa, Hitler aveva rapidamente sostituito, dal 28 giugno, il feldmaresciallo Busch, nominando alla testa dei resti del gruppo d'armate Centro il combattivo ed esperto feldmaresciallo Walther Model (che mantenne contemporaneamente anche il comando del gruppo d'armate Ucraina Nord), a cui vennero successivamente assegnate numerose Panzerdivision di rinforzo, sottratte agli altri raggruppamenti tedeschi del fronte orientale. Prime ad arrivare furono la 5. Panzer-Division, che aveva tentato senza successo nonostante il valore dimostrato di impedire la marcia su Minsk della 5ª Armata corazzata delle guardie, prima di ripiegare con gli ultimi 18 carri armati rimasti, verso il mar Baltico; e la 12. Panzer-Division che ugualmente non era riuscita a frenare l'avanzata dei carri armati del generale Rokossovskij da sud.
Dopo questi primi interventi inefficaci, arrivarono ai primi di luglio la 4. Panzer-Division, che si batté per frenare l'avanzata su Baranoviči da parte del gruppo meccanizzato "Pliev" (appartenente al 1º Fronte bielorusso), e la 7. Panzer-Division che invece venne inviata a nord per impedire una pericolosa penetrazione dell'Armata Rossa fino alle rive del mar Baltico che avrebbe potuto tagliare fuori completamente il gruppo d'armate Nord, isolandolo nei Paesi baltici.

## Sviluppi delle operazioni

### La marcia dell'Armata Rossa

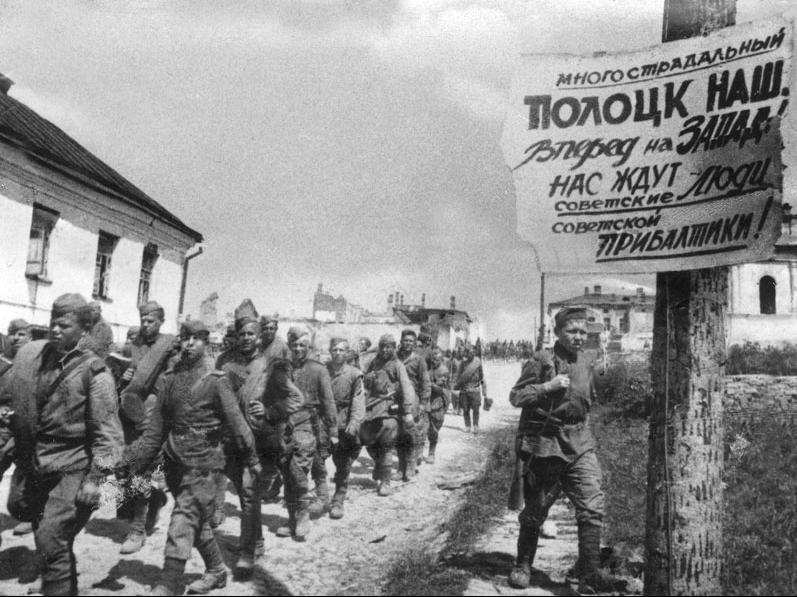
Le colonne dell'Armata Rossa marciano verso ovest durante l'offensiva dell'estate 1944

L'intervento frammentario di questi reparti corazzati tedeschi non riuscì a bloccare la progressione delle formazioni sovietiche nel vuoto apertosi dopo il crollo delle tre armate del gruppo d'armate Centro; a Baranoviči la 65ª armata del generale Batov (1º Fronte bielorusso), energicamente sollecitato direttamente dal maresciallo Žukov ad accelerare l'avanzata, riuscì con il sostegno del 1º Corpo meccanizzato a superare la resistenza nemica della 4. Panzer-Division e l'8 luglio a conquistare l'importante centro di comunicazioni aprendosi la strada verso la linea della Vistola.
A nord il 3º Fronte bielorusso liberò Molodechno lo stesso giorno e conquistò Vilnius il 13 luglio, dopo aspri combattimenti con le forze tedesche accerchiate e con i deboli elementi corazzati della 6. Panzer-Division frettolosamente impiegati dal comando tedesco in un contrattacco. Dopo questo successo le formazioni di punta della 5ª Armata corazzata delle guardie appartenente al fronte di Černjachovskij, pur avendo subito a loro volta pesanti perdite negli scontri, raggiunsero e superarono il Niemen continuando ad avanzare in Lituania.
I generali tedeschi riuscirono a convincere Hitler ad abbandonare una serie di presunte "piazzeforti" che rischiavano nuovamente di trasformarsi in mortali trappole per le truppe della Wehrmacht; in questo modo i tedeschi in questa fase subirono meno perdite ma furono costretti a una continua ritirata, abbandonando molte importanti città.
Nella seconda metà di luglio, i sovietici, pur contrastati in maniera più efficace dalle riserve tedesche progressivamente entrate in azione, continuarono a fare importanti progressi sfruttando il grande varco aperto nelle linee tedesche a causa della quasi completa distruzione del gruppo d'armate Centro. A nord, il 3º Corpo meccanizzato delle guardie, elemento di punta del 1º Fronte baltico del generale Bagramjan, si spinse verso Šiauliai e verso il golfo di Riga; al centro le forze del generale Černjachovskij, dopo aver superato il Niemen il 16 luglio, progredirono verso Kaunas, mentre le truppe del 2º Fronte bielorusso del generale Zacharov entrarono a Grodno. Infine, a sud il gruppo di cavalleria meccanizzata del generale Pliev e la 65ª armata, dopo aver liberato Baranoviči e Pinsk (14 luglio) si diressero verso Brest, per accerchiare quell'importante nodo di comunicazioni in collaborazione con le forze dell'ala sinistra del 1º Fronte bielorusso, che sarebbero entrate in azione il 18 luglio.

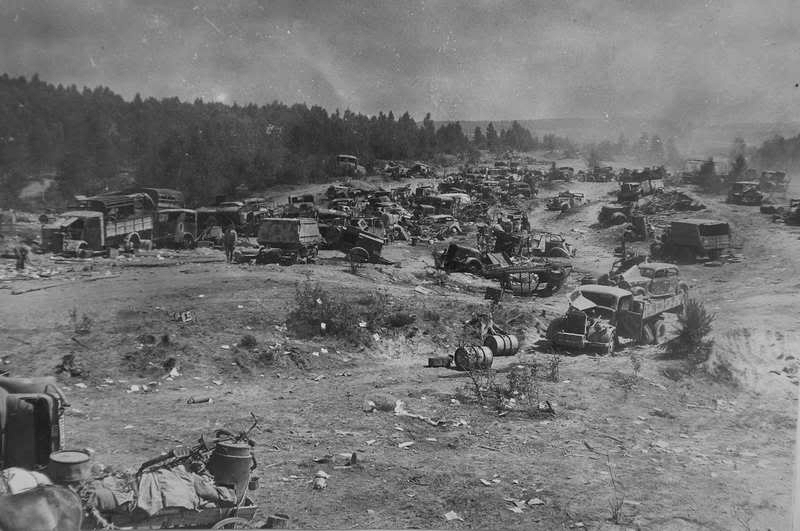
Un gran numero di veicoli tedeschi abbandonati o distrutti durante la disastrosa ritirata in Bielorussia

Stalin e lo Stavka, per sfruttare il grave indebolimento delle forze della Wehrmacht sul fronte orientale, avevano deciso di ampliare ulteriormente la loro offensiva generale e, fin dal 13 luglio il maresciallo Konev aveva sferrato, con le forze del suo potente 1º Fronte ucraino, la cosiddetta offensiva Leopoli-Sandomierz che, dopo duri scontri e audaci manovre delle armate corazzate sovietiche avrebbe assicurato nuove vittorie all'Armata Rossa: liberazione di Leopoli il 27 luglio, e soprattutto il raggiungimento della linea della Vistola e il superamento del fiume a Sandomierz il 29. Il 18 luglio le armate dell'ala sinistra del 1º Fronte bielorusso di Rokossovskij (schierate a sud delle paludi del Pripjat') scatenavano l'offensiva Lublino-Brest, occupando l'importante città polacca di Lublino il 23 luglio (dove sarebbe stato rapidamente organizzato da Stalin un embrione di struttura politica polacca filo-sovietica in opposizione al governo in esilio di Londra) e quindi il 28 luglio liberando anche Brest, in collaborazione con le armate dell'ala destra provenienti da Baranoviči.
Il 25 luglio un trionfale comunicato sovietico annunciava che i tedeschi avevano perso durante l'operazione Bagration e le altre offensive di Leopoli-Sandomierz e Lublino-Brest, 535000 uomini di cui 380000 morti e 155000 prigionieri e oltre 2500 carri armati. Durante gli ultimi giorni di luglio la situazione strategica sembrò volgere definitivamente a favore dell'Armata Rossa: le ingenti forze del generale Rokossovskij entrate a Lublino avevano progredito ancora in direzione nord-ovest, costeggiando il corso della Vistola e occupando alcune teste di ponte sul fiume a Magnuszew e a Puławy (27 luglio). Inoltre, raggiunsero con gli elementi corazzati la periferia di Varsavia (30 luglio), entrando nel sobborgo di Praga sulla riva destra della Vistola. Non solo la capitale polacca era minacciata, ma i resti del gruppo d'armate Centro che il feldmaresciallo Model cercava di ritirare in salvo, rischiavano di essere tagliate fuori tra Brest (dove attaccavano le armate dell'ala destra del 1º Fronte bielorusso di Rokossovskij), Siedlce e Radzymin, con il rischio di un collasso definitivo della resistenza tedesca a est.

### Arresto dell'offensiva

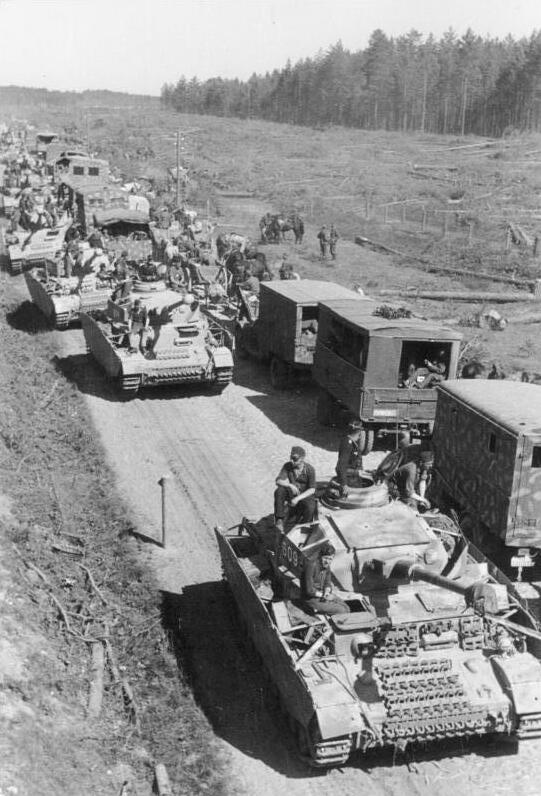
Colonna di Panzer IV; l'intervento di alcune Panzerdivision tedesche permise alla fine di stabilizzare il fronte sulla Vistola e il Niemen, dopo un'avanzata sovietica di oltre km

Dopo un'avanzata di 400 chilometri tra Vitebsk e Kaunas (3º Fronte bielorusso di Černjachovskij), di 500 chilometri tra Bobrujsk e Varsavia (1º Fronte bielorusso di Rokossovskij) e di 310 km tra Luc'k e Sandomierz (1º Fronte ucraino di Konev), l'offensiva dell'Armata Rossa era ormai arrivata al punto di esaurimento strategico. Le truppe sovietiche erano logorate e stanche dopo la lunga e rapida avanzata, le perdite di uomini e mezzi erano state pesanti e le difficoltà logistiche divenivano quasi insormontabili.
Inoltre le misure d'emergenza prese da Hitler e dal comando tedesco, con l'intervento di nuove formazioni ritirate dagli altri settori del fronte orientale o provenienti dalle riserve all'interno del Reich, permisero finalmente alla Wehrmacht di ricostituire uno schieramento solido e di effettuare tentativi di contrattacco per frenare definitivamente la spinta dell'Armata Rossa, e se possibile, riguadagnare le importanti posizioni perdute sulla Vistola e sul Niemen.

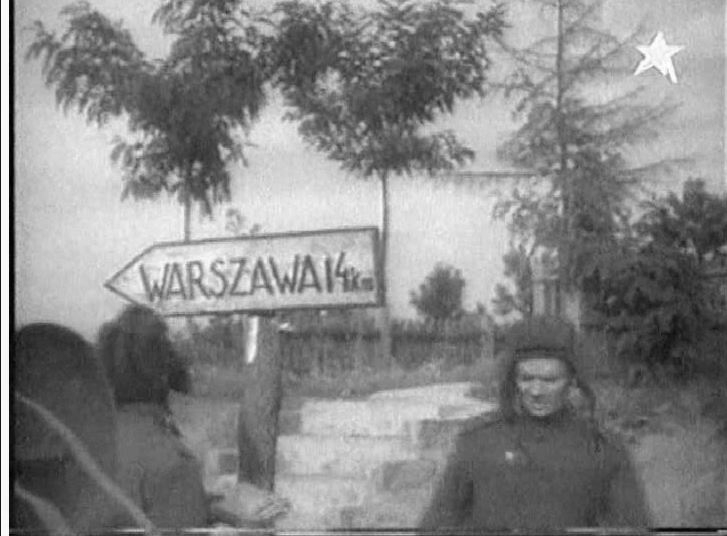
Carristi sovietici della 2ª Armata corazzata a 14 chilometri da Varsavia

Le forze corazzate dell'ala sinistra del generale Rokossovskij, al termine della loro offensiva Lublino-Brest, vennero quindi violentemente contrattaccate (a partire dal 30 luglio) da nuove unità meccanizzate tedesche (4. e 19. Panzer-Division, Panzer-Division "Hermann Göring", Panzer-Division SS "Wiking" e "Totenkopf") fatte affluire dal feldmaresciallo Model per impedire l'irruzione nemica oltre la Vistola in direzione di Varsavia. Durante le aspre battaglie di carri di Radzymin e Wołomin i sovietici della 2ª Armata corazzata subirono forti perdite e vennero respinti dal quartiere orientale della capitale polacca. Il 10 agosto le truppe tedesche erano ormai riuscite a stabilizzate la situazione alla periferia di Varsavia e a far ripiegare i resti del gruppo d'armate Centro, mentre i sovietici del 1º Fronte bielorusso, indeboliti dall'incessante avanzata e dalle dure perdite subite, passarono alla difensiva per consolidare le posizioni raggiunte.
In quegli stessi giorni scoppiò l'insurrezione di Varsavia (1º agosto), ma le truppe sovietiche non intervennero in aiuto dei polacchi (benché si trovassero a 30-50 chilometri da Varsavia) in parte anche per impossibilità tattico-operativa, avendo appena subito un'inattesa sconfitta contro le riserve corazzate tedesche del feldmaresciallo Model. Senza dubbio Stalin non considerava con favore l'insurrezione, che faceva riferimento all'area politica anti-sovietica del governo polacco in esilio a Londra, e non si impegnò per rafforzare le sue truppe esauste e per riprendere immediatamente l'offensiva in aiuto dei rivoltosi oltre la Vistola. Al contrario ostacolò attivamente i tentativi di aiuto britannici e statunitensi agli insorti polacchi.
In quello stesso lasso di tempo l'avanzata dell'Armata Rossa si arrestò anche lungo le altre direttrici: le forze del maresciallo Konev consolidarono e difesero le loro preziose teste di ponte sulla Vistola in vista di future operazioni offensive; le formazioni dei fronti bielorussi, più a nord, giunti alla periferia della Prussia orientale, vennero arrestate dalle fortificazioni presenti in questo territorio e da nuovi contrattacchi delle riserve tedesche. I fronti baltici non riuscirono a chiudere solidamente la via di Riga e dovettero combattere ancora per mesi aspre battaglie per cercare di isolare completamente il gruppo d'armate Nord in una sacca nei Paesi baltici.

## Bilancio e conclusioni
L'operazione Bagration propriamente detta, in pratica terminò con la distruzione delle tre armate del gruppo d'armate Centro alla metà di luglio e si concluse con una completa vittoria dell'Armata Rossa e con una disastrosa sconfitta per le forze della Wehrmacht sul fronte orientale; le stesse fonti tedesche, per sottolineare la gravità della disfatta, parlano di una "Canne" per l'esercito tedesco ed enfatizzano le dimensioni della catastrofe a paragone di altri gravi insuccessi subiti durante la seconda guerra mondiale.
Per l'Armata Rossa fu una vittoria superiore alle attese iniziali e che in parte sorprese per la sua rapidità e per le sue dimensioni gli stessi comandi sovietici, che peraltro sfruttarono rapidamente il successo lanciando in avanti le loro colonne corazzate nel vuoto apertosi nelle linee nemiche.

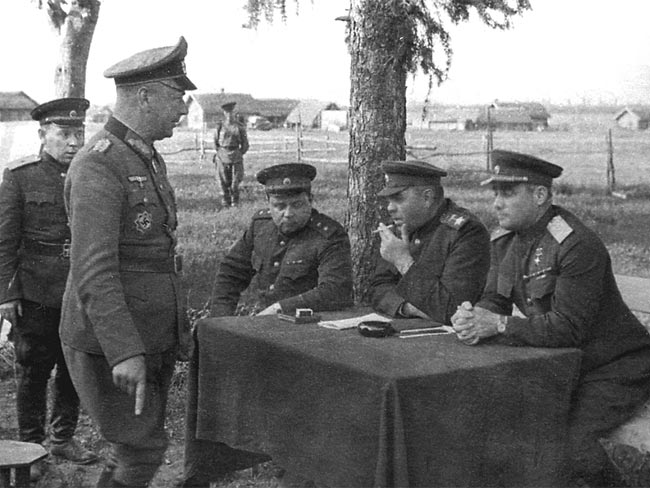
Il maresciallo Vasilevskij (seduto al centro, con la sigaretta in mano) e il generale Černjachovskij (seduto a destra nella foto), interrogano il generale tedesco Hitter, arresosi a Vitebsk con le sue truppe

Sul piano tattico le operazioni in Bielorussia furono caratterizzate, dal punto di vista sovietico, in primo luogo da un miglioramento delle tattiche di fanteria, basate ora non solo sugli attacchi in massa, ma anche su metodi di infiltrazione da parte di reparti scelti per individuare i punti deboli delle difese e da una maggiore efficacia del fuoco d'artiglieria con un miglioramento delle tecniche di cooperazione aeroterrestre. Le forze aeree sovietiche conquistarono e mantennero durante tutta la campagna una netta superiorità aerea e inflissero, con i loro reparti di attacco al suolo, gravi danni alle forze tedesche in ritirata.
Anche le tecniche di disinformazione (Maskirovka) ebbero successo e ritardarono l'individuazione da parte nemica dei veri centri di gravità dell'offensiva, mentre fu durante l'operazione Bagration che le forze partigiane diedero finalmente un reale contributo alla vittoria con i loro interventi nelle retrovie nemiche e contro la rete di comunicazioni ferroviarie e stradali.
Infine i corpi meccanizzati e corazzati sovietici dimostrarono coraggio e capacità di avanzare senza preoccuparsi dei fianchi e delle spalle, cercando di sconvolgere le difese e le retrovie del nemico (applicando le celebri teorie di "operazioni in profondità" del maresciallo Michail Tuchačevskij e del generale Vladimir Triandafillov di prima della guerra), anche a rischio di subire, come spesso accadde, pesanti perdite di fronte a improvvisi contrattacchi delle sempre abili Panzerdivision.
Dal punto di vista tedesco, la disfatta era probabilmente quasi inevitabile in ragione della netta inferiorità di uomini e di mezzi aerei e terrestri, ma la sua gravità venne senza dubbio accresciuta da alcuni gravi errori di Hitler e del comando tedesco: mancata individuazione delle intenzioni nemiche, rafforzamento del gruppo d'armate Ucraina Nord a scapito del gruppo d'armate Centro, eccessiva fiducia nelle capacità difensive del dispositivo tedesco in Bielorussia, decisione di abbarbicare forze preziose in inutili piazzeforti, scarsità di riserve corazzate disponibili, sottovalutazione delle capacità offensive sovietiche, ottimistiche valutazioni, almeno da parte di Hitler (il Führer addirittura era in febbrile attesa di un crollo improvviso del nemico sotto il peso delle continue perdite) su un presunto indebolimento decisivo dell'Armata Rossa.

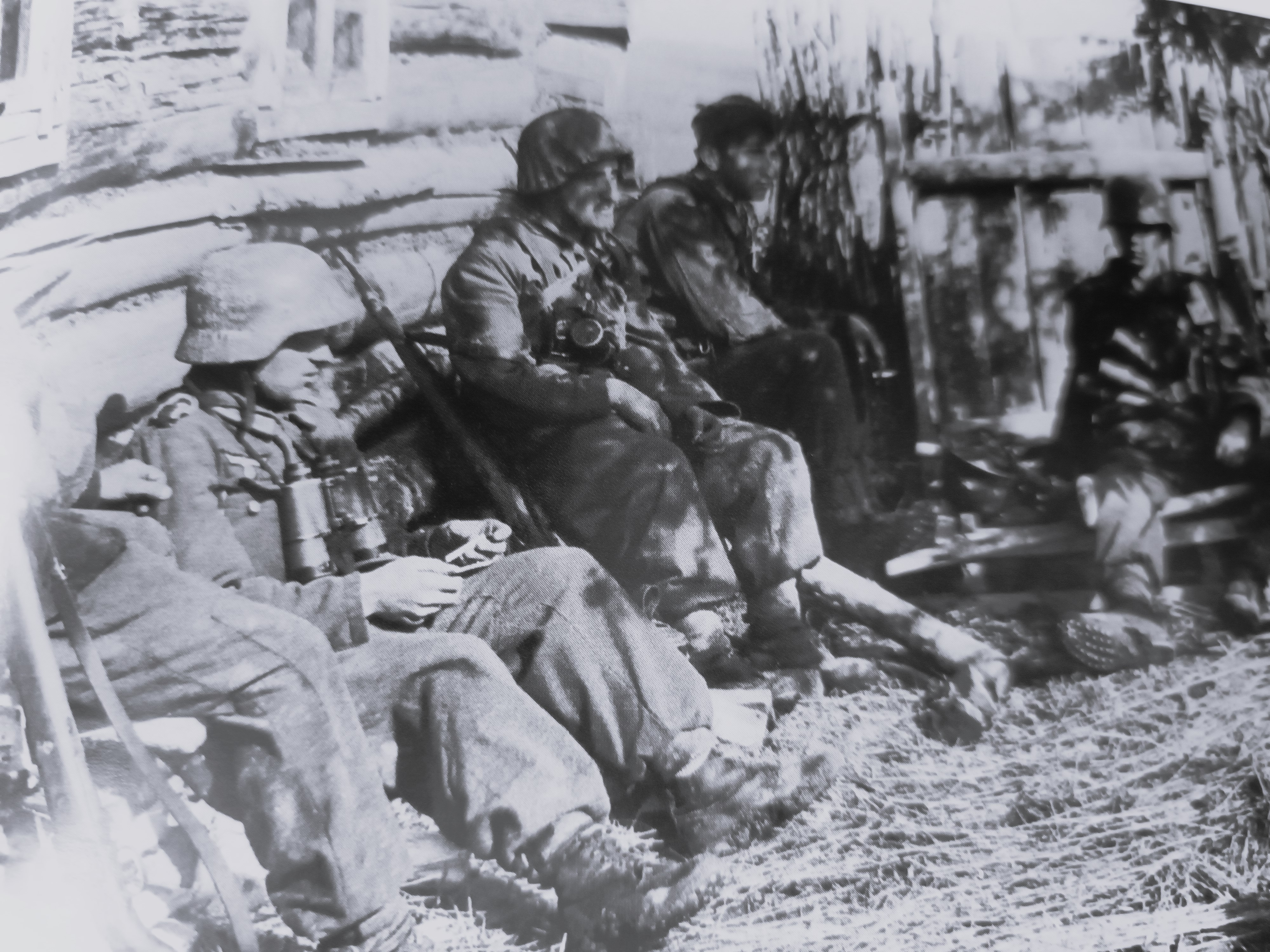
Soldati tedeschi sbandati durante la ritirata del Gruppo d'armate Centro dalla Bielorussia.

Le truppe tedesche durante l'operazione Bagration, per la prima volta sul fronte orientale, mostrarono segni di indebolimento della volontà combattiva e di deterioramento del morale; vennero catturati dai sovietici un gran numero di prigionieri e l'esercito tedesco in rotta abbandonò enormi quantità di materiali, inoltre le forze schierate a difesa delle sacche di Vitebsk, Bobrujsk e Minsk si batterono con minore accanimento rispetto al passato e cedettero rapidamente le armi. Numerosi generali accerchiati si arresero con le loro truppe, e alcuni aderirono prontamente al famoso "Comitato della Germania Libera" (organizzato da Stalin dopo Stalingrado con ufficiali tedeschi catturati e pronti a collaborare con le autorità sovietiche) e sottoscrissero un appello alle truppe tedesche per indurle alla resa. Nel complesso, tuttavia, la massa principale dell'esercito tedesco non crollò, tentò di ripiegare (anche in piccoli gruppi di sbandati) battendosi coraggiosamente e infliggendo gravi perdite al nemico in avanzata; le Panzerdivision, spesso impegnate in situazione disperate, mostrarono la ben nota capacità ed esperienza e salvarono la situazione in molte occasioni.
Il clamoroso e rapido successo dell'Armata Rossa, le impressionanti avanzate compiute dai sovietici e la gravità delle perdite subite dai tedeschi, permisero a Stalin e alla propaganda sovietica di ridicolizzare le affermazioni di parte tedesca su una presunta ritirata ordinata e pianificata della Wehrmacht in Bielorussia, e quelle di parte anglosassone su un presunto ruolo decisivo della campagna occidentale in Normandia rispetto alle battaglie sul fronte orientale (affermazioni smentite dalle dimensioni "apocalittiche" delle battaglie estive all'est). Durante il mese di agosto, proprio mentre si sviluppava la campagna all'ovest, la Wehrmacht riuscì con grande abilità tattica e grazie agli sforzi di ufficiali e truppe, a stabilizzare momentaneamente la situazione sulla Vistola e sul Niemen, sbarrando la strada per la Polonia e la Prussia orientale e salvaguardando le comunicazioni con gli Stati baltici.
Tuttavia le perdite subite (916000 morti, feriti e prigionieri durante tutta la campagna estiva all'est) fiaccarono definitivamente le forze tedesche, mentre le enormi perdite di territorio ebbero un'importanza decisiva per l'esito della guerra sul fronte orientale, e permisero a Stalin e ai dirigenti politico-militari sovietici di portare le loro forze (pur a loro volta duramente colpite dalle gravi perdite subite, oltre 770000 uomini, tra morti, feriti e dispersi, fino al 29 agosto, nei fronti centro-settentrionali, e più di 280000 uomini nei fronti centro-meridionali) in Europa orientale, e quindi in grado di sferrare l'attacco finale al Terzo Reich e di conquistare le importanti posizioni strategiche nel cuore dell'Europa ritenute indispensabili da Stalin per salvaguardare la sicurezza dell'Unione Sovietica e per espandere il suo potere.
Dal punto di vista storiografico, l'operazione Bagration e le offensive collegate sono state molto poco studiate e analizzate in Occidente, soprattutto per mancanza di informazioni attendibili sovietiche e per scarsa affidabilità delle testimonianze di fonte tedesca, ma anche per la comprensibile tendenza degli storici britannici e statunitensi a concentrarsi molto di più sulle campagne del Nord Africa e su quella di Normandia e Francia. Il fatto che "Bagration" si sia svolta proprio nel lasso di tempo dello sbarco e della battaglia di Normandia non ha aiutato la sua fama, anche se essa ha avuto, per quantità delle forze impiegate, durezza dei combattimenti, numero di perdite e dimensioni geografiche del campo di battaglia, un rilievo militare nel complesso maggiore dell'operazione Overlord.